# Tourismus in Thüringen

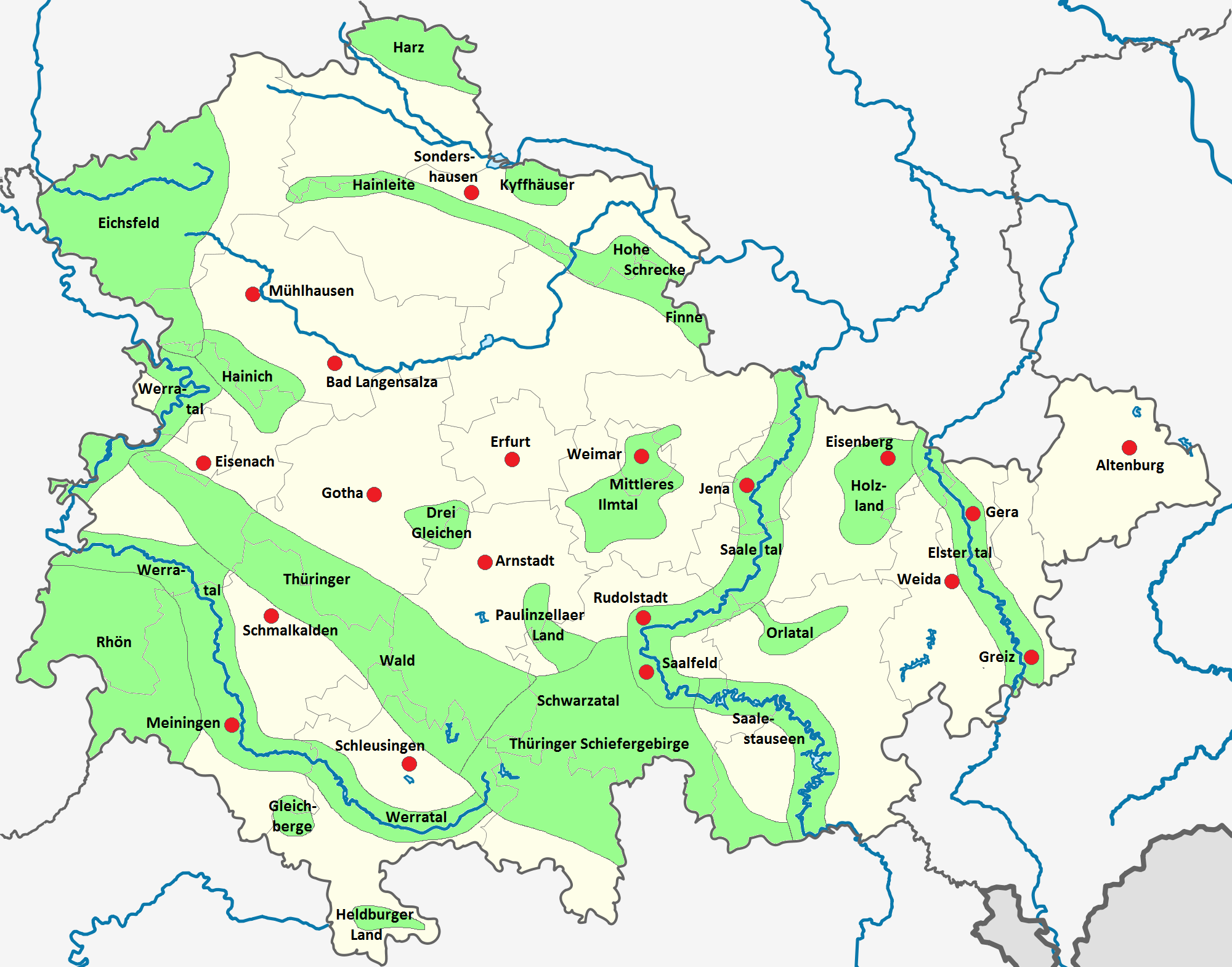
Einige landschaftlich und kulturell interessante Regionen und Städte in Thüringen

Der Tourismus in Thüringen ist ein Wirtschaftszweig, dessen Bedeutung stetig zunimmt. Kamen 1995 noch 2,5 Millionen übernachtende Gäste ins Land, waren es 2003 etwa 2,8 Millionen und 2009 etwa 3,2 Millionen, bei neun Millionen Übernachtungen, womit die Bettenauslastung bei 37 % lag. Aus dem Ausland kamen etwa 210.000 Gäste.
Neben den Haupttourismusgebieten im Thüringer Wald und den Städten Eisenach, Erfurt und Weimar gibt es zahlreiche kleinere Regionen, in denen sanfter Tourismus stattfindet, etwa im Hainich. Charakteristisch für Thüringen ist die enge Verzahnung landschaftlich reizvoller Gebiete mit kulturhistorischen Sehenswürdigkeiten, etwa bei der Wartburg im Thüringer Wald oder den Dornburger Schlössern im Saaletal. So spielen hier auch Tagesausflügler, die nicht statistisch erfasst werden, eine wichtige Rolle.

## Thüringen, das „Grüne Herz Deutschlands“
Thüringen, in der geografischen Mitte Deutschlands gelegen, ist zu einem Drittel bewaldet und beherbergt über zwei Drittel aller Tier- und Pflanzenarten Deutschlands. Seit 1897 ist die Verwendung des Begriffes das „Grüne Herz Deutschlands“ für die Region belegbar. Der Thüringer Wanderschriftsteller August Trinius verwendete den Begriff mehrfach, erstmals in seinem Beitrag zum Sammelband Das ist des Deutschen Vaterland, und benannte 1910 ein Buch danach. Die Nationalsozialisten missbrauchten den Begriff in den 1930er Jahren im Sinne ihrer Ideologie, mit der Auflösung des Landes Thüringen im Jahr 1952 geriet er weitgehend in Vergessenheit. Erst mit der Neugründung Thüringens im Jahr 1990 fand er wieder Verwendung. 
Im Dezember 2022 beschloss das Thüringer Innenministerium, den Begriff nicht mehr für das Tourismusmarketing des Freistaates zu verwenden, weil der Begriff angeblich „einem veralteten Marketingansatz“ folge und „als emotionales Element der Identifikation“ nicht mehr tauge. Dies rief heftige Kritik der Opposition im Thüringer Landtag hervor. Im Januar 2025 kündigte das Thüringer Ministerium für Wirtschaft, Landwirtschaft und Ländlichen Raum an, den Slogan als Dachmarke für das Tourismusmarketing Thüringens zurückholen zu wollen.

## Touristisch bedeutsame Landschaften

### Harz
Der Harz liegt nur zu einem kleinen Teil in Thüringen. Dennoch stellt der Thüringer Harz eine spezifische Region dar, so findet sich an seinem Südrand ein bedeutendes Gipskarst-Gebiet in der Rüdigsdorfer Schweiz. Die wichtigsten Orte im Südharz sind Nordhausen, Ilfeld und Ellrich. Einige Sehenswürdigkeiten hat Nordhausen zu bieten, wie etwa den Nordhäuser Dom und einige Fachwerkhäuser in der Altstadt, deren größter Teil allerdings 1945 bei einem Luftangriff zerstört wurde. Außerdem ist die Stadt Ausgangspunkt der Harzquerbahn, die nach Wernigerode führt und einen Abzweig zum Brocken besitzt.

### Kyffhäuser
Der Kyffhäuser ist ein kleines Mittelgebirge im Norden des Landes. Einer Sage nach soll Barbarossa in dem Berg schlafen, bis er wieder gebraucht wird. Im nationalistischen 19. Jahrhundert wurde deshalb auf dem Berg mit dem Kyffhäuserdenkmal eines der größten Denkmäler Deutschlands gebaut, das eine Parallele von Barbarossa zu Wilhelm I. zieht. Am Kyffhäuser liegt Bad Frankenhausen, wo eine wichtige Schlacht des Bauernkriegs stattfand. Dies nahm die DDR zum Anlass, dort das Bauernkriegspanorama zu errichten, eines der größten Gemälde der Welt.

### Hainleite, Hohe Schrecke, Schmücke und Finne
Diese Mittelgebirgszüge begrenzen das Thüringer Becken nach Norden. Diese Laubwälder wurden wenig besiedelt und stellen daher ein Refugium der Natur dar. Landschaftlich reizvoll sind die Durchbruchstäler von Wipper und Unstrut durch das Gebirge. Sehenswert sind außerdem die Burg Lohra mit einer romanischen Doppelkapelle, das benachbarte Kloster Münchenlohra, das Kloster Göllingen, die Untere Sachsenburg, die Obere Sachsenburg und die Festung Heldrungen. Auf dem Possen befindet sich der höchste Fachwerkturm Deutschlands, von dem man eine Aussicht über weite Teile Nordthüringens hat.

### Eichsfeld
Das Eichsfeld ist eine Bergregion im Nordwesten Thüringens. Es verfügt über eine abwechslungsreiche Landschaft aus Bergen, Tälern, Feldern und Wäldern. Als größere katholische Region der Neuen Bundesländer verfügt es über einige Wallfahrtsorte. Damit einher geht ein großes Traditionsbewusstsein, das sich an den Ortschaftsbildern erkennen lässt. So sind hier besonders viele alte Gehöfte, oft als Fachwerkbauten, erhalten geblieben. Dazu kommen zahlreiche Burgen und Burgruinen. Heiligenstadt verfügt als Hauptstadt des Eichsfelds über eine sehenswerte Altstadt mit vielen Fachwerkbauten und großen gotischen Kirchenbauten.

### Hainich

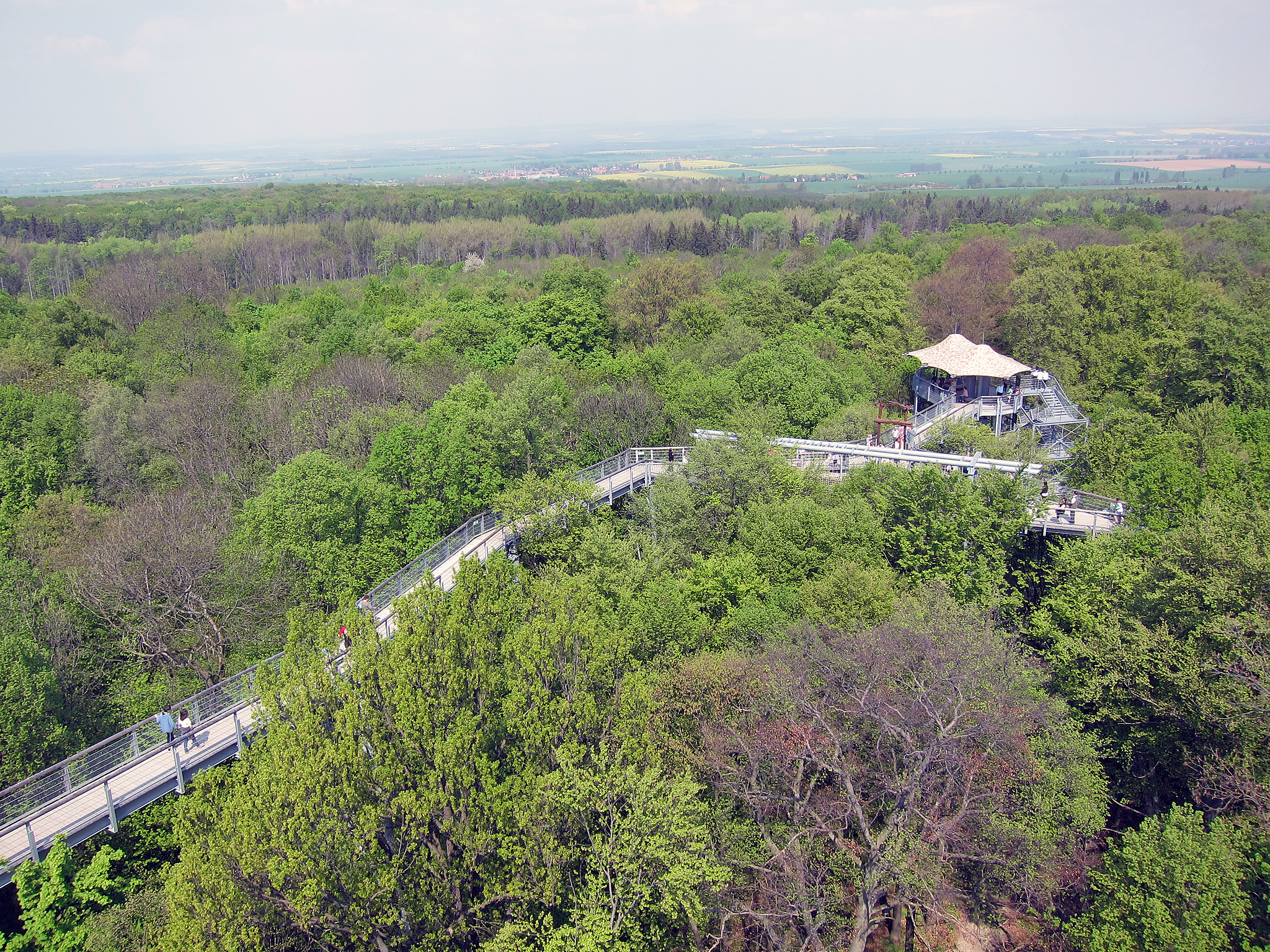
Blick über den Hainich und den Baumkronenpfad

Der Hainich ist ein Buchenurwald und als solcher der einzige Nationalpark in Thüringen. Wie die Mittelgebirgszüge am Nordrand des Thüringer Beckens wurde auch er nicht besiedelt und war später teilweise militärisches Sperrgebiet. Deshalb konnte er sich als Rückzugsraum der Natur erhalten. Die Orte am Rand des Hainichs verfügen, ähnlich wie jene im Eichsfeld, über alte und sehenswerte Ortsbilder. Der touristischen Erschließung dient unter anderem ein Baumkronenpfad. Am Nordostrand des Hainichs bei Oberdorla liegt einer der geografischen Mittelpunkte Deutschlands. Seit dem 25. Juni 2011 zählt der Nationalpark Hainich zum UNESCO-Weltnaturerbe Buchenurwälder und Alte Buchenwälder der Karpaten und anderer Regionen Europas.

### Werratal

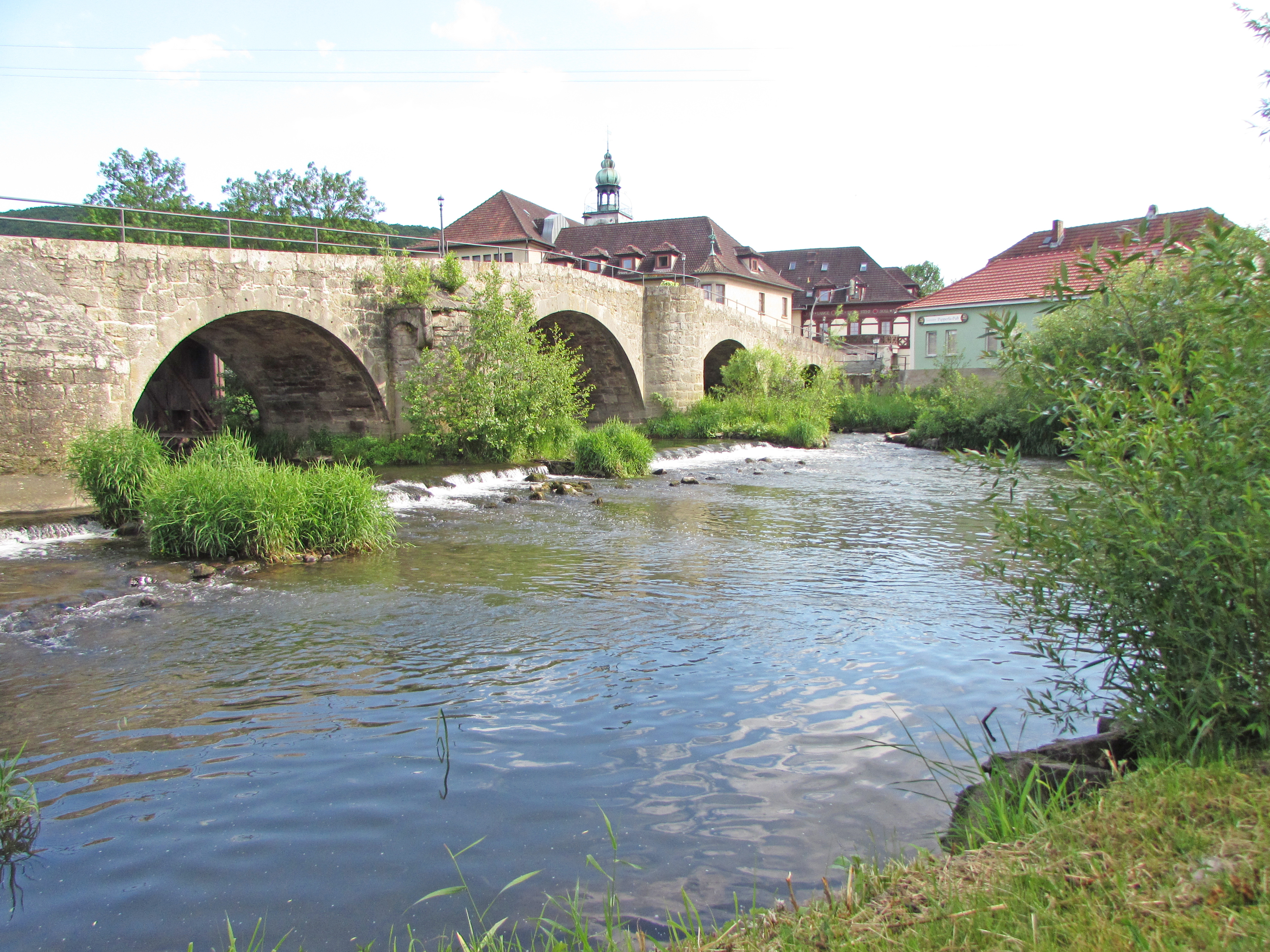
Oberlauf der Werra in Obermaßfeld-Grimmenthal

Das Tal der Werra erstreckt sich durch den gesamten Südwesten Thüringens und ist dessen wichtigste Lebensader. Durch seine dichte Besiedlung weist das Werratal zahlreiche alte Städte und Orte mit sehenswerten Bauten auf, etwa Treffurt, Mihla, Creuzburg, Vacha, Bad Salzungen, Breitungen, Wasungen, Meiningen, Themar, Hildburghausen und Eisfeld. Als landschaftlich besonders reizvoll gilt das Werratal nordwestlich von Eisenach unter anderem mit dem Creuzburger Werradurchbruch, wo der Fluss zahlreiche Schleifen ins Kalksteinrelief geprägt hat. Touristisch von Bedeutung ist die Werra vor allem auch für Wasserwanderer.

### Rhön

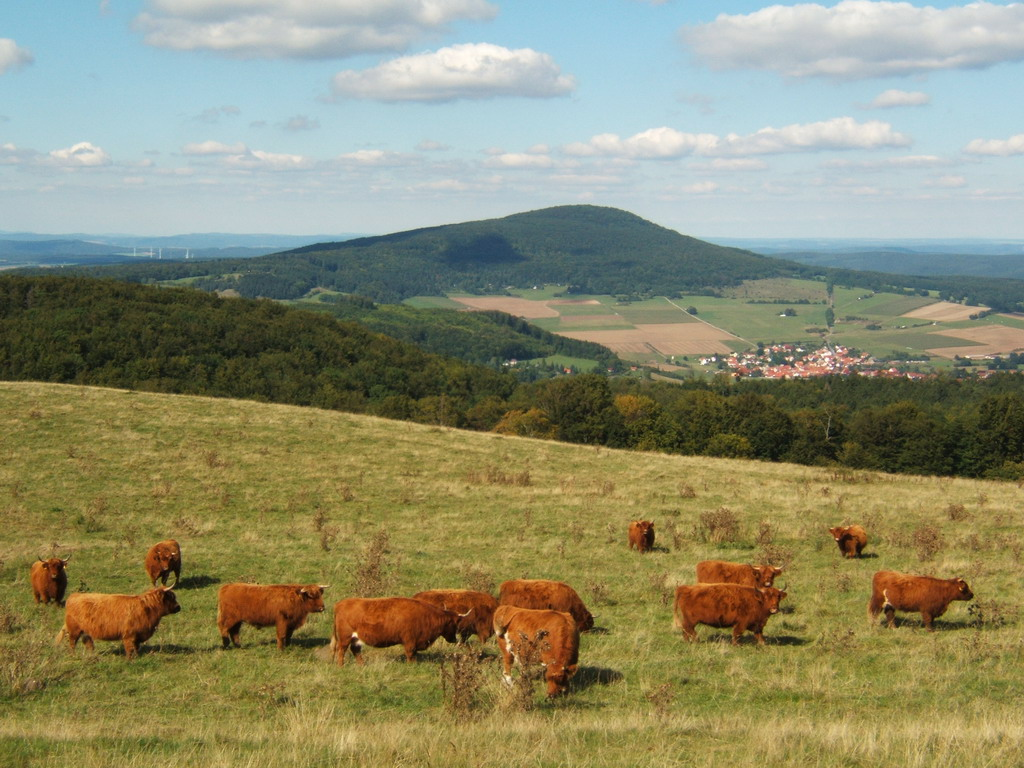
Typische Landschaft der Thüringer Rhön

Aufgrund der Grenzlage der Thüringer Rhön während der Teilung Deutschlands entwickelte sich hier erst nach 1990 der Tourismus wieder stärker, die Vermarktung erfolgt heute zusammen mit der Bayerischen und Hessischen Rhön unter einer gemeinsamen Dachmarke. Die Rhön ist besonders durch ihre ausblicksreichen offenen Flächen und die artenreiche Flora und Fauna im Biosphärenreservat Rhön bei ruhesuchenden Wanderern beliebt. Die höchsten und bekanntesten Berge der Thüringer Rhön sind die Hohe Geba, der Ellenbogen sowie im Rhönvorland der Dolmar.

### Grünes Band
Thüringen ist das deutsche Bundesland mit dem größten Anteil der ehemaligen Innerdeutschen Grenze. Weite Teile dieses einstigen Todesstreifens konnten nach 1990 als Biotopverbund Grünes Band entwickelt werden. Dieses ist in Thüringen seit Dezember 2018 als Nationales Naturmonument ausgewiesen.

### Gleichberge
Die Gleichberge im Süden Thüringens sind zwei ehemalige Vulkankegel der geologischen Formation der Heldburger Gangschar. Sie ragen heute als Inselberge aus dem Grabfeld heraus. Auf dem kleinen Gleichberg befand sich ein keltisches Oppidum, dessen Wallreste heute noch gut sichtbar sind und das größte archäologische Bodendenkmal Deutschlands nördlich des Mains darstellen. Im Steinsburgmuseum werden die Geschichte der Steinsburg sowie Grabungsfunde dargestellt. An den Gleichbergen liegt die Kleinstadt Römhild mit einem sehenswerten Stadtbild.

### Heldburger Land

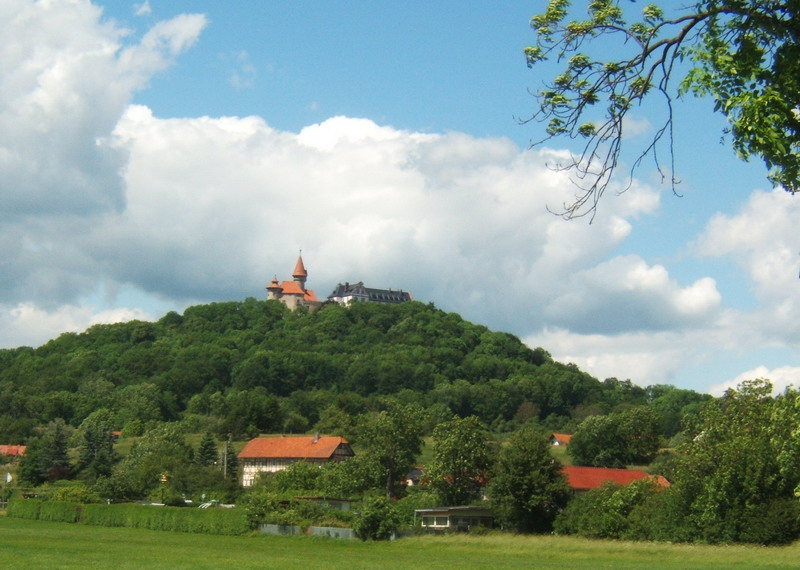
Die Veste Heldburg

Die fränkisch geprägte Region Heldburger Land ist der südlichste Teil des Freistaates Thüringen. Aus dem Grabfelder Ackerhügelland ragen zwei Berge vulkanischen Ursprungs markant heraus: der Straufhain (Berg) bei Streufdorf mit der Burgruine Straufhain und der Burgberg bei Heldburg mit der Veste Heldburg, auch Fränkische Leuchte genannt. Auf der Veste Heldburg, einst Jagdschloss und Nebenresidenz der Coburger und Meininger Herzöge, wurde am 8. September 2016 das Deutsche Burgenmuseum eröffnet. Neben den sehenswerten Kleinstädten, der früheren sächsischen Amtsstadt Heldburg und der denkmalgeschützten Altstadt von Ummerstadt gibt es weitere 20 Dörfer mit Ensembles von denkmalgeschützten Fachwerkhäusern. Alles ist eingebettet in unberührte, ruhige und naturgeschützte von Wäldern umgebene Landstriche, die durch Wander- und Radwege gut erschlossen sind. Thüringens einzige Terrassentherme liegt in Bad Colberg.

### Thüringer Wald

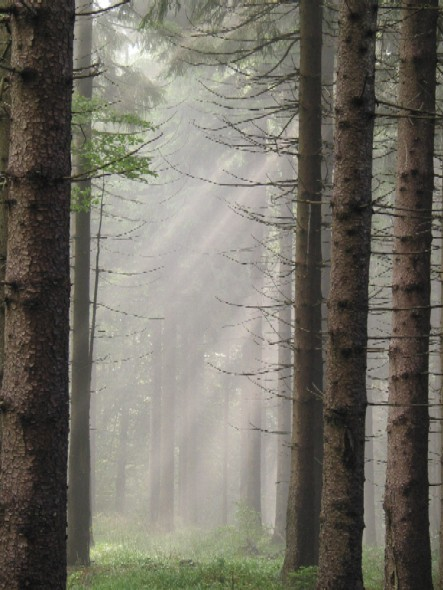
Thüringer Wald bei Oberhof

Der Thüringer Wald war schon seit dem 18. Jahrhundert eine Urlaubsregion. Goethe mochte es, dem Trubel am Weimarer Hof zu entfliehen und ein paar ruhige Tage im Thüringer Wald zu verbringen. Das Ferienangebot ist auf Menschen, die Erholung durch Kuren und Wandern suchen, abgestimmt. Wichtige Kurorte sind zum Beispiel Friedrichroda und Bad Liebenstein. Ferienorte für Wandertouristen gibt es überall entlang des Rennsteigs. Der bekannteste ist Oberhof, andere typische Wandererorte sind zum Beispiel Schmiedefeld am Rennsteig und Frauenwald. Der Thüringer Wald wird vom 169,3 km langen Kammweg Rennsteig durchzogen. Auch im Thüringer Wald eröffneten nach der Wende 1990 zahlreiche Spaßbäder, z. B. in Tabarz (TABBS) oder Masserberg. Im Winter herrschen im Thüringer Wald meist gute Wintersportbedingungen, in Oberhof werden daher alljährlich Biathlon- und Skisprungwettbewerbe durchgeführt, beispielsweise fanden hier die Biathlon-Weltmeisterschaften 2004 statt. Die wichtigsten Berge des Thüringer Waldes sind der Schneekopf, der Adlersberg, der Kickelhahn und der Große Inselsberg. Gleichwohl ist das Landschaftsbild des Thüringer Waldes mit seinen Fichten-Monokulturen bisweilen weniger abwechslungsreich als beispielsweise im Vorland. Naturräumlich bedeutsam ist das Biosphärenreservat Vessertal zwischen Ilmenau und Suhl.

### Thüringer Schiefergebirge
Das Thüringer Schiefergebirge schließt sich östlich an den Thüringer Wald an. Es ist geprägt von Hochflächen, in die sich tiefe Täler eingegraben haben. Das bedeutendste dieser Täler ist jenes der Schwarza. Im Schiefergebirge befinden sich die Glasbläserstadt Lauscha, die ehemalige Residenz Schwarzburg und die Oberweißbacher Bergbahn. Die meisten Orte sind durch verschieferte Häuser geprägt und besitzen deshalb ein recht einheitliches Erscheinungsbild.

### Drei Gleichen

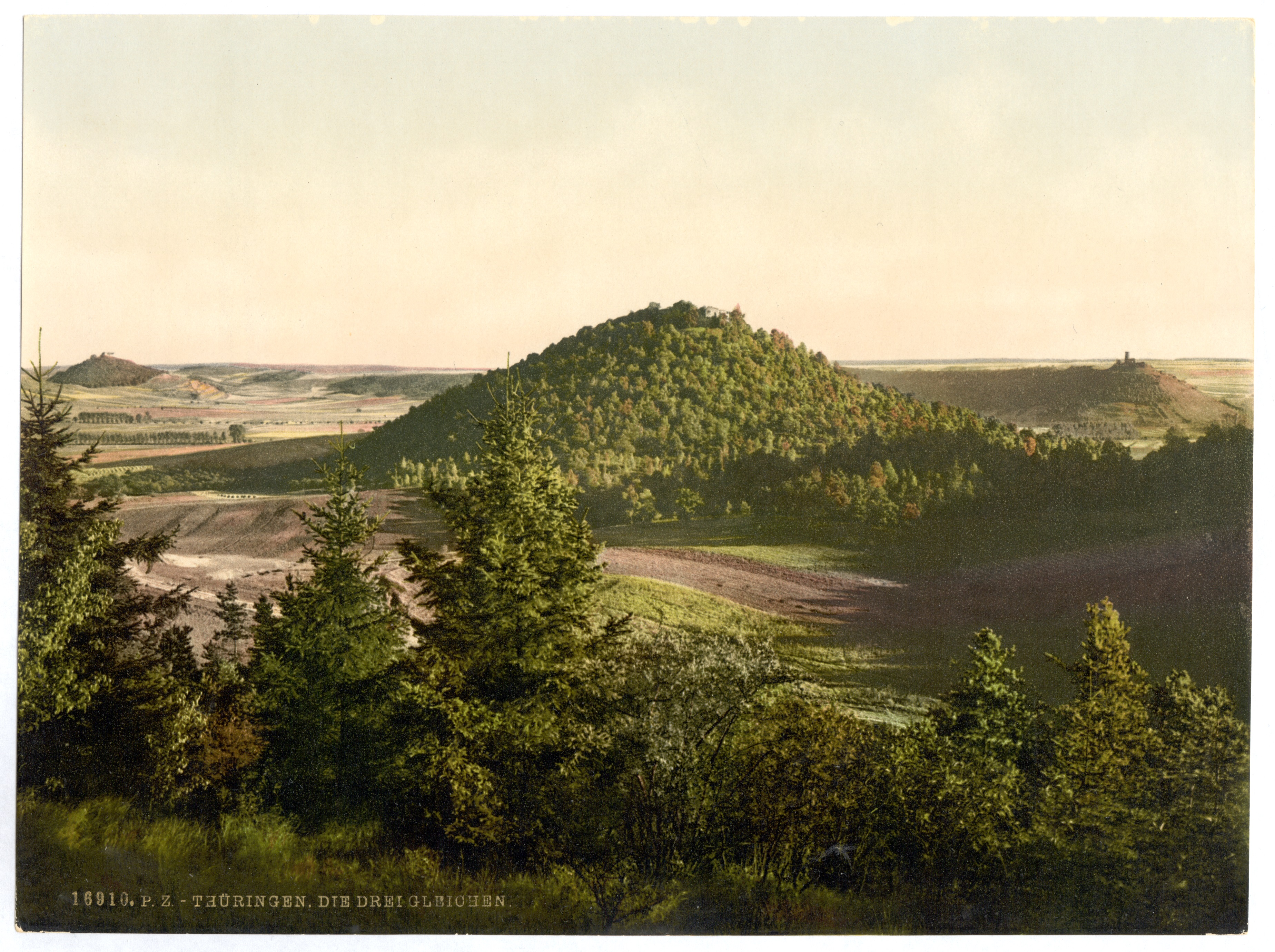
Drei Gleichen um 1900, (v. l. n. r.): Wachsenburg, Burg Gleichen, Mühlburg

Zwischen Erfurt, Gotha und Arnstadt liegt das Gebiet der Drei Gleichen. Dabei handelt es sich um drei mittelalterliche Burgen, in deren Umgebung die ältesten Orte Thüringens liegen. Auch als Naturraum ist das Gebiet bedeutend, etwa durch hier auftretende Badlands. So wurde die Drei-Gleichen-Region zu einem Geopark erklärt.

### Mittleres Ilmtal
Im mittleren Ilmtal zwischen Kranichfeld und Weimar hat die Ilm ihr Tal tief in den Buntsandstein eingegraben, während die angrenzenden Höhen bewaldet sind. Durch diese Eigenschaften eignete sich das Gebiet zur Anlage von Burgen, die hier in großer Dichte auftreten. Auch die Bedeutung Weimars als Residenz macht sich bemerkbar, so entstanden hier mit dem Schloss Belvedere und dem Schloss Tiefurt zwei barocke Sommerresidenzen der Herzöge. Bei Buchfart liegen in den Klippen des Ilmtals Höhlen, die als frühgeschichtliche Siedlungsplätze dienten.

### Saaletal
Das Saaletal unterhalb von Saalfeld ist, ähnlich wie das Werratal, eine Hauptlebensader und weist eine entsprechende Dichte an bedeutenden Kulturdenkmalen wie etwa den Dornburger Schlössern oder der Leuchtenburg auf. Auch sehenswerte Städte wie Saalfeld, Rudolstadt, Orlamünde, Kahla, Jena, Dornburg und Camburg befinden sich im Saaletal. Durch seine steilen Hänge bildet das Saaletal auch einen bedeutenden Landschaftsraum, der sich im Norden, besonders in Jena, stark aufheizen kann, was bei Camburg auch Weinbau ermöglicht.

### Saalestauseen
Die Saale bildet im Südosten Thüringens zwei große Talsperren, die Bleilochtalsperre und die Hohenwartetalsperre. Hier gibt es viele Campingplätze. Die abwechslungsreiche Landschaft bietet Möglichkeiten zum Wandern, Radfahren und Wassersport.

### Orlatal
Das Orlatal ist nördlich von Pößneck ein Durchbruchstal, östlich davon hingegen eine weite Ebene. Hier liegen vor allem kulturelle Sehenswürdigkeiten wie Pößneck, Neustadt an der Orla, Ranis und das Schloss Oppurg.

### Holzland
Das Thüringer Holzland ist eine Waldlandschaft um Hermsdorf und Eisenberg mit einigen unbesiedelten Tälern, die besonders zum Wandern und Radfahren geeignet sind. Sehenswert ist neben Eisenberg auch Bad Klosterlausnitz mit seiner Klosterkirche.

### Elstertal
Das Tal der Weißen Elster hat sich tief ins Gestein eingegraben und war schon früh als Verkehrsweg ins Vogtland bedeutsam. So entwickelten sich hier die Residenzen der Vögte in Gera, Weida und Greiz mit sehenswerten Bauten. Nördlich von Gera liegt im Elstertal der Kurort Bad Köstritz.

## Kulturtourismus

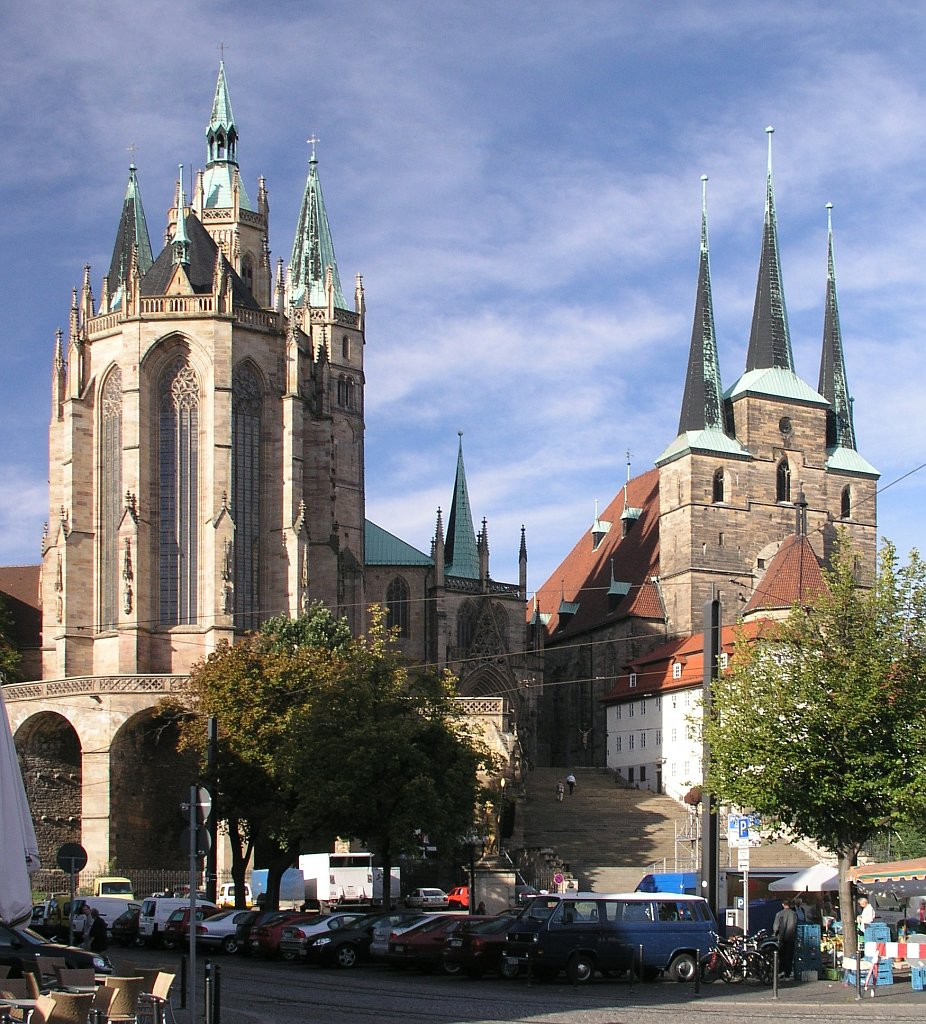
Erfurter Dom (links) und Severikirche

### Städtetourismus
Städtetourismus gibt es vor allem in Weimar, Erfurt und Eisenach. Weimar war 1999 Kulturhauptstadt Europas. Die Stadt bietet Sehenswürdigkeiten rund um Goethe und die anderen Schriftsteller der Weimarer Klassik. Auf dem nahegelegenen Ettersberg befindet sich die Gedenkstätte des KZ Buchenwald.
Erfurt hat eine große mittelalterliche Altstadt. Es gibt über 20 Kirchen, deshalb wird Erfurt „Stadt der Türme“ genannt. Berühmteste Sehenswürdigkeiten in der Erfurter Altstadt sind der Dom, die Krämerbrücke, die Alte Synagoge als bekanntester Teil des Welterbes Jüdisch-Mittelalterliches Erbe in Erfurt und die Zitadelle Petersberg. Eisenach ist Standort der Wartburg. Die Stadt ist auch Geburtsort von Johann Sebastian Bach. Neben dem Bachmuseum gibt es das Lutherhaus und das Reutermuseum mit Wagnersammlung. Zu den bedeutendsten Kultureinrichtungen in Thüringen gehören das Lindenau-Museum in Altenburg, die Wartburg bei Eisenach und die Klassik Stiftung Weimar, alle drei wurden in das 2001 erschienene Blaubuch aufgenommen und gehören somit zu den 20 bedeutsamen Kultureinrichtungen in Ostdeutschland.

### Burgen

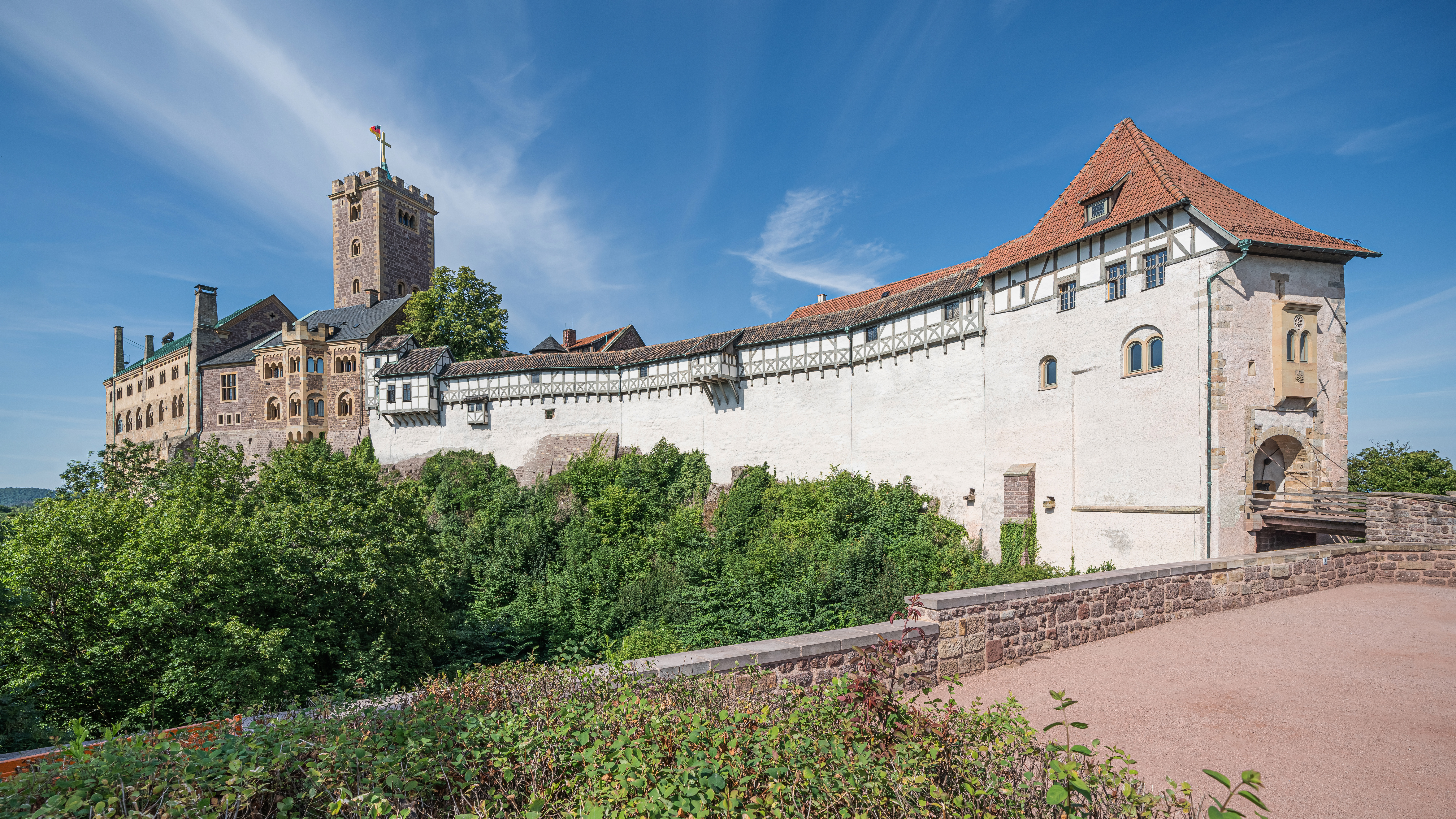
Die Wartburg

Die wohl berühmteste Burg in Thüringen ist die Wartburg bei Eisenach. Es gibt hunderte andere Burgen in Thüringen. Größere Burganlagen sind zum Beispiel die Osterburg in Weida, die Drei Gleichen zwischen Gotha und Arnstadt. Die einzige Thüringer Burg, die zur Touristikroute Burgenstraße gehört, ist die Veste Heldburg im Heldburger Land mit dem Deutschen Burgenmuseum.

### Schlösser

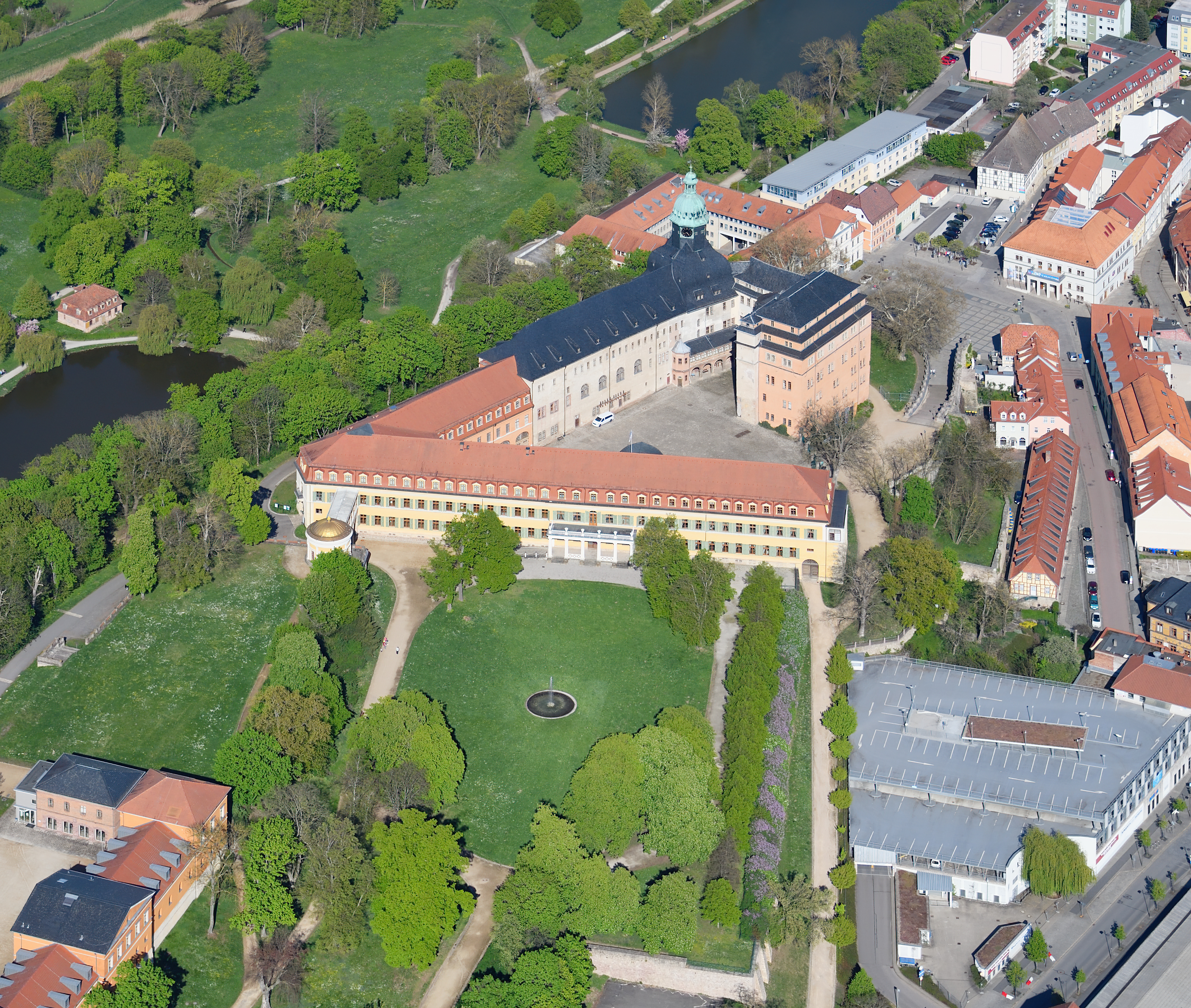
Schloss Sondershausen

Da Thüringen bis nach dem Ersten Weltkrieg in viele Kleinstaaten zerteilt war, kann man vielerorts noch große Residenzschlösser besichtigen.
- Schloss Friedenstein in Gotha
- Weimarer Stadtschloss
- Schloss Elisabethenburg in Meiningen
- Schloss Altenburg
- Oberes Schloss und Unteres Schloss in Greiz
- Schloss Sondershausen
- Schloss Heidecksburg in Rudolstadt
- Stadtschloss Eisenach

Des Weiteren gibt es noch zahlreiche kleinere Schlösser, die teilweise auch Residenzen waren, z. B.
- Schloss Kochberg bei Rudolstadt
- Schloss Tiefurt bei Weimar
- Schloss Molsdorf bei Erfurt
- Dornburger Schlösser bei Jena
- Schloss Tenneberg in Waltershausen
- Schloss und Park Altenstein (Bad Liebenstein)

### Museen
siehe auch: Liste der Museen in Thüringen

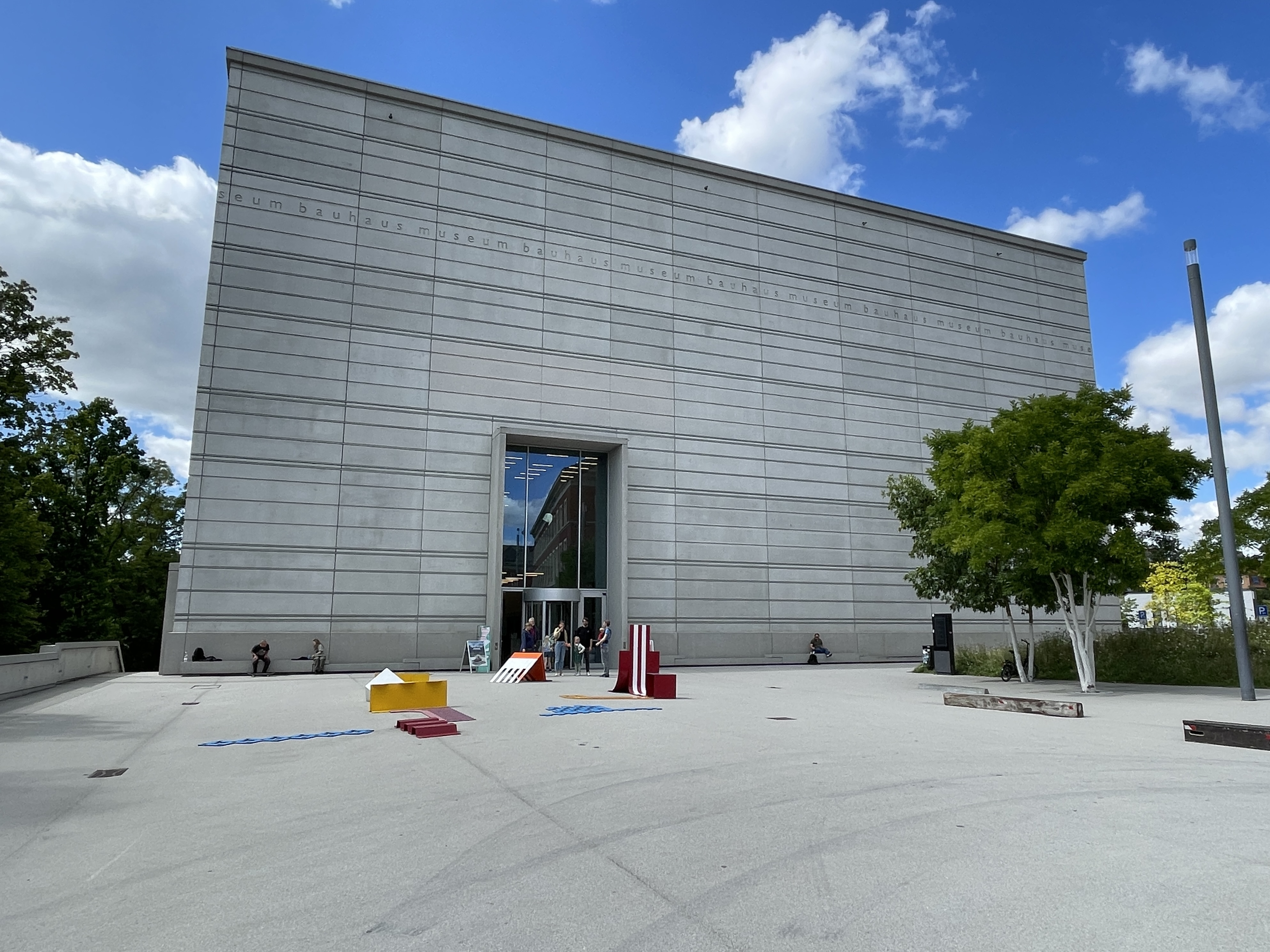
Bauhaus-Museum in Weimar

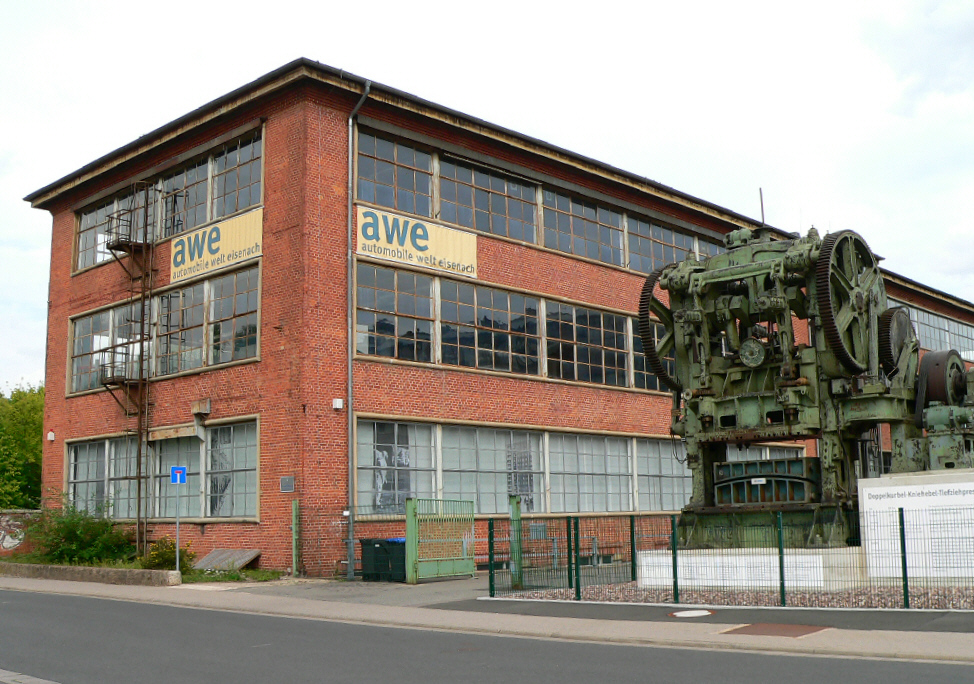
automobile welt eisenach

- Thüringer Museum, Automobile Welt, Bachhaus, Lutherhaus und Reuter-Wagner-Museum in Eisenach
- Bauhaus-Museum in Weimar
- Deutsches Spielzeugmuseum in Sonneberg
- Schloss- und Spielkartenmuseum in Altenburg
- Hennebergisches Museum Kloster Veßra
- Mon plaisir Puppenstadt im Schlossmuseum in Arnstadt
- Museum für Glaskunst Lauscha
- Museum Schloss Tenneberg in Waltershausen
- Deutsches Burgenmuseum in Heldburg

Den Besonderheiten der Thüringer Küche widmen sich unter anderem das Thüringer Bratwurstmuseum und das Thüringer Kloßmuseum.

### Klöster und Klosterruinen
siehe auch: Liste der Klöster und Orden in Thüringen
- Augustinerkloster in Erfurt

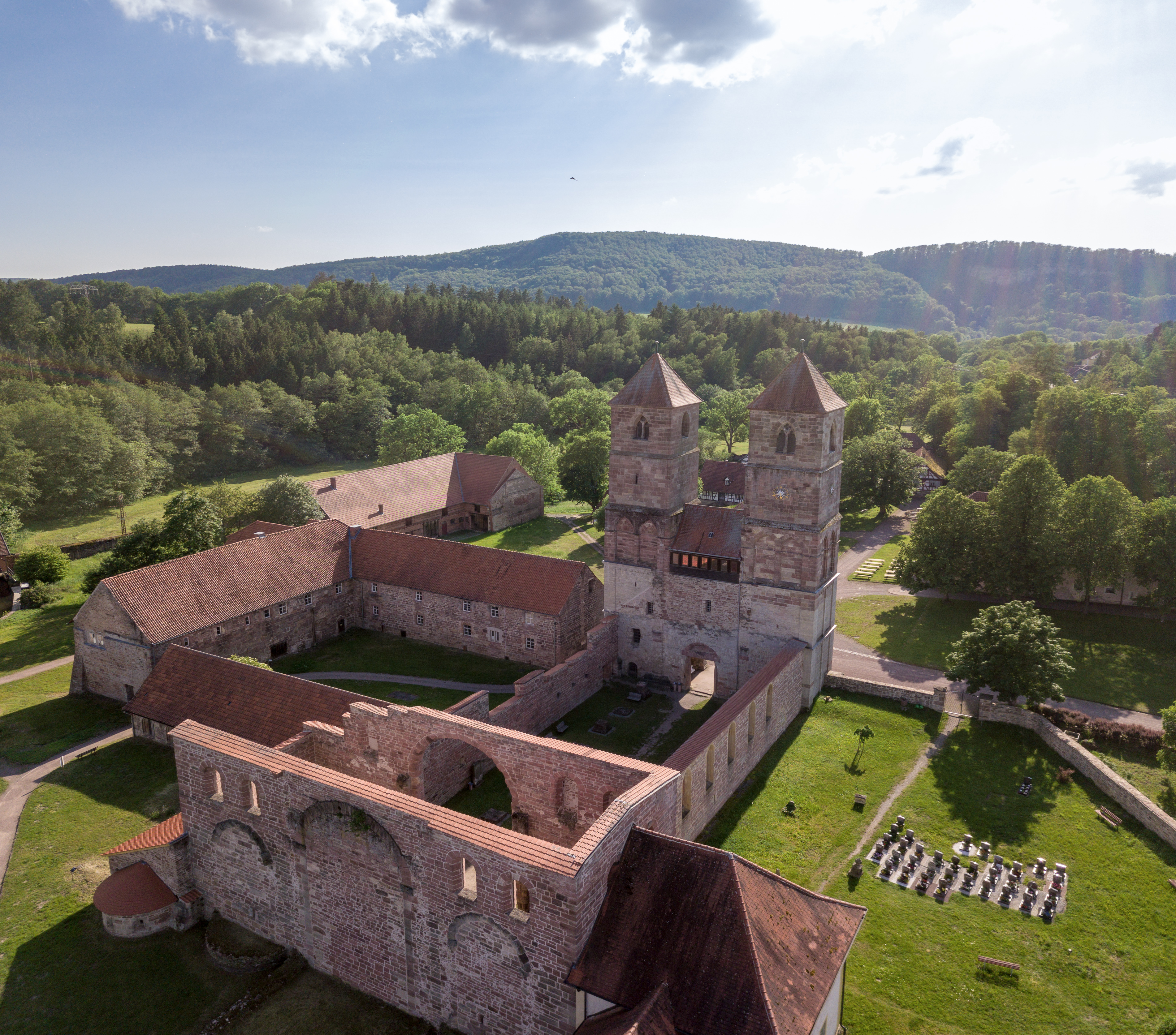
Überreste des Klosters Veßra

- Kloster Paulinzella zwischen Ilmenau und Rudolstadt
- Kloster Veßra bei Hildburghausen
- Kloster Georgenthal bei Gotha
- Kloster Volkenroda bei Mühlhausen

### Veranstaltungen

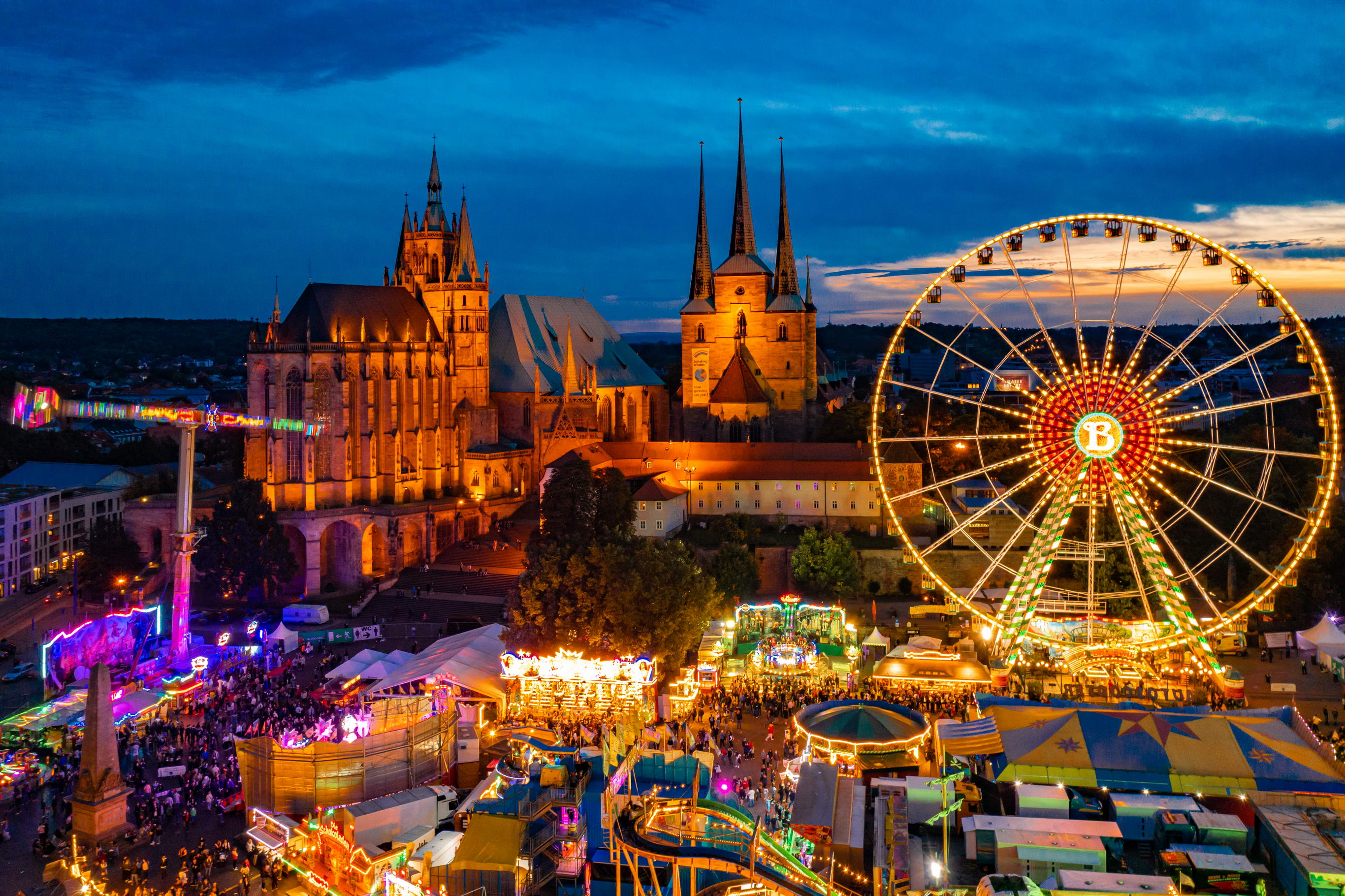
Erfurter Weihnachtsmarkt

Volksfeste und Veranstaltungen tragen entscheidend zum Tourismus in Thüringen bei. Der Sommergewinn, eines der größten Frühlingsfeste Deutschlands, findet jährlich am Wochenende vor dem Sonntag Laetare in Eisenach statt. Die Landeshauptstadt Erfurt lockt regelmäßig Touristen mit Veranstaltungen wie dem Krämerbrückenfest, den DomStufen-Festspielen und dem Erfurter Weihnachtsmarkt an. In Weimar das Kunstfest pèlerinages und der Weimarer Zwiebelmarkt mit jährlich bis zu 350.000 Besuchern statt. Das Rudolstädter Vogelschießen hat eine über 300-jährige Tradition.  
Das landesweite Musikfestival Thüringer Bachwochen erhielt 2011 den Marketingpreis "Leuchttürme der Tourismuswirtschaft". Das sechswöchige Kleinkunst-Festival Köstritzer Spiegelzelt in Weimar beinhaltet Programme aus Musik, Theater und Kabarett. Seit dem Wegzug des Highfield-Festivals 2010 ist das Festival SonneMondSterne an der Bleilochtalsperre das einzige verbliebene große Festival populärer Musik. Speziell für Schüler fand in Erfurt bis 2012 das wesentlich kleinere Mega Rock in die Ferien statt. Das Rudolstadt-Festival ist ein Weltmusik-Festival mit jährlich etwa 90.000 Besuchern in Rudolstadt. Auf der Ruine Brandenburg bei Eisenach finden jeden Sommer Festivals elektronischer Musik (Medival) und Rockmusik (Burgbrand) statt.

### Ökumenische Pilgerwege
Zunehmend erfreuen sich Ökumenische Pilgerwege an Beliebtheit. Der als Jakobsweg im Verlauf der historischen Via Regia ausgeschilderte Pilgerweg ist der älteste dieser Art. Er führt von Breslau nach Vacha, wo er Anschluss an weitere Pilgerwege findet, die bis nach Santiago de Compostela führen. Innerhalb Thüringens verläuft der Weg über Buttelstedt, Erfurt, Gotha und Eisenach. Der Weg ist durchgängig mit der Jakobsmuschel ausgeschildert; in den Orten stellen Kirchengemeinden und Privatpersonen Herbergen zur Verfügung. In Eisenach zweigt vom Ökumenischen Pilgerweg der Elisabethpfad ab, dieser folgt im Verlauf der historischen Fernstraße Durch die langen Hessen über Creuzburg nach Marburg. Hierbei ist nur der kurze Abschnitt bis Ifta auf thüringischem Gebiet. Der dritte Pilgerweg verbindet die Klöster Kloster Volkenroda bei Mühlhausen/Thüringen und Kloster Waldsassen im Bayerischen Wald und wird als Via Porta markiert. In der zu Mechterstädt gehörenden Siedlung Neufrankenroda mit der Kommunität Siloha kreuzen sich Via Porta und Via Regia. Der Weg führt dann über Reinhardsbrunn zum Rennsteig und folgt diesem bis zur bayerischen Landesgrenze bei Blankenberg.

## Weitere Sehenswürdigkeiten

### Tierparks und Botanische Gärten
Der Thüringer Zoopark Erfurt ist der größte zoologische Garten im Freistaat. Der Alternative Bärenpark Worbis ist eine Attraktion im Eichsfeld, die sich auf die artgerechte Haltung von Bären spezialisiert hat, hierfür steht ein großes Freigelände zur Verfügung. Im Exotarium Oberhof und dem Erlebnispark Meeresaquarium Zella-Mehlis kann man tropische Meeresbewohner beobachten. Wenige Kilometer entfernt befindet sich der Rennsteiggarten Oberhof mit einer repräsentativen Auswahl an Gewächsen der Mittelgebirgsflora. Die Erfurter egapark bietet eine Vielzahl von Angeboten.
Kleinere Tierparks befinden sich in Altenburg, Eisenberg, Gera, Gotha, Bad Liebenstein und Suhl.

### Bahnanlagen und -technik

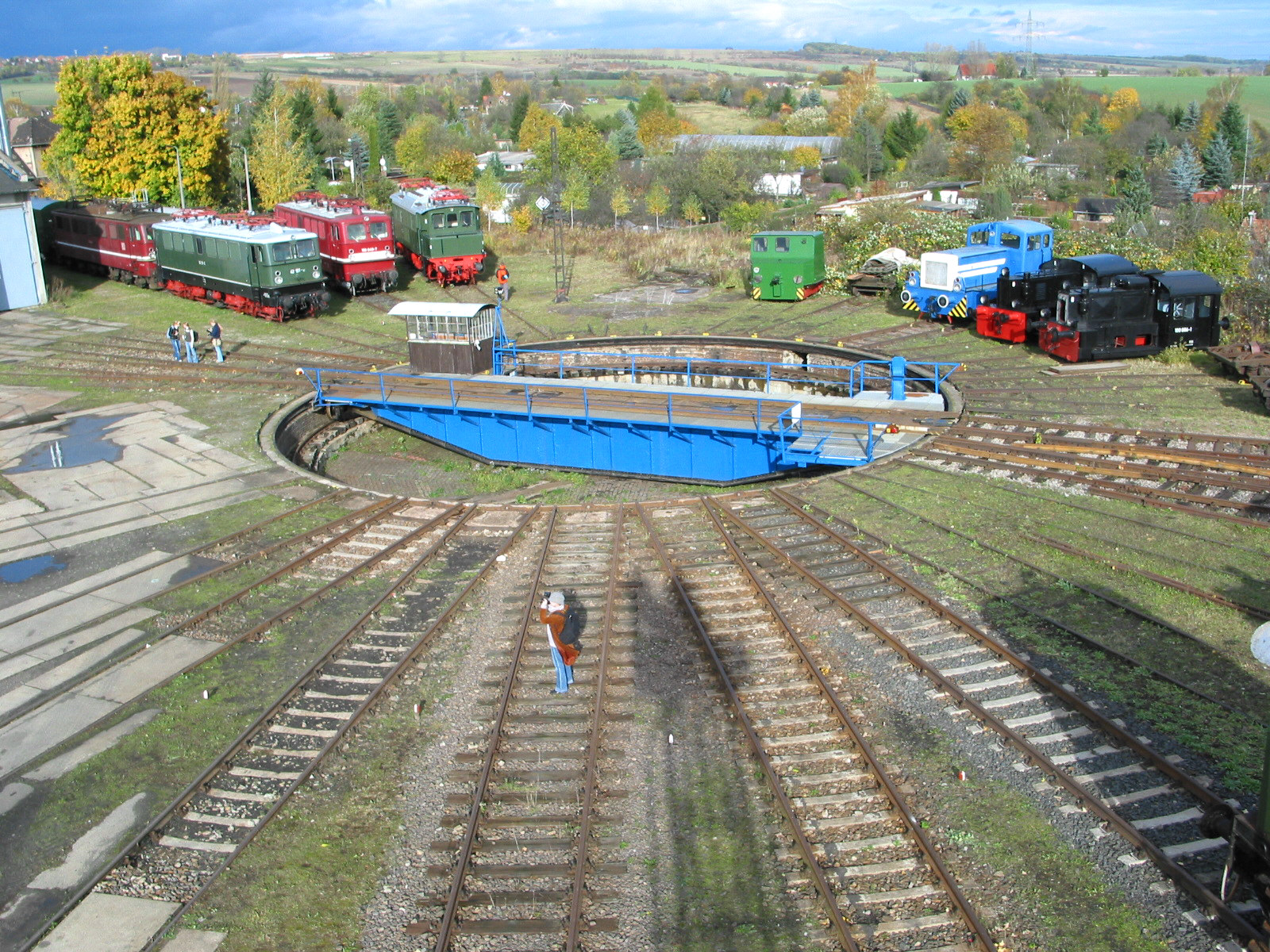
Blick auf die Drehscheibe des Eisenbahnmuseums Weimar

Für Eisenbahninteressierte gibt es in Thüringen viel zu sehen. In Wiehe gibt es eine Modellbahnanlage mit insgesamt 12.000 m² Ausstellungsfläche. In Meiningen gibt es das interaktive Museum Dampflok Erlebniswelt und im benachbarten Dampflokwerk sind seltene Raritäten zu bestaunen, ein Höhepunkt sind hier die jährlich stattfindenden Meininger Dampfloktage. Die Thüringer Waldbahn führt vom Nordrand des Thüringer Waldes nach Gotha. Die Harzquerbahn beginnt in Nordhausen und endet in Wernigerode. Dort werden noch planmäßig Dampflokomotiven auf schmaler Spur eingesetzt.
Eine der größten Sammlungen von Regelspurfahrzeugen befindet sich im Eisenbahnmuseum Weimar, von Dampflokomotiven im Bahnbetriebswerk Arnstadt. Sonderfahrten werden auf der Rennsteigbahn oder auf der Schwarzatalbahn angeboten. Im Schwarzatal ist die Oberweißbacher Bergbahn zu finden.
Von den zahlreichen früheren Feld- und Grubenbahnen im Freistaat zeugt zum Beispiel das Schaubergwerk Volle Rose, wo eine Dampflokomotive zum Einsatz kommt.

### Sportanlagen
Die Mehrzahl der wettkampftauglichen Thüringer Sportanlagen kann auch von jedermann genutzt werden, dazu zählen beispielsweise die Gunda-Niemann-Stirnemann-Halle in Erfurt und die Wintersportanlagen in Oberhof.

### Höhlen
- Altensteiner Höhle, Bad Liebenstein
- Barbarossahöhle
- Dienstedter Karsthöhle
- Feengrotten, Saalfeld
- Goetz-Höhle
- Heimkehle
- Kittelsthaler Tropfsteinhöhle
- Marienglashöhle Friedrichroda

### Sonstige Sehenswürdigkeiten
- Gedenkstätte KZ Buchenwald
- Kyffhäuserdenkmal
- Point Alpha-Grenzmuseum bei Geisa
- Erlebnisbergwerk Merkers im Wartburgkreis